# Tord d'Oberländer
El tord d'Oberländer (Geokichla oberlaenderi) és un ocell de la família dels túrdids (Turdidae).

## Hàbitat i distribució
Habita els boscos al nord-est i est de la República Democràtica del Congo i oest d'Uganda.